# جان جاوتشا
جان جاوتشا (بالبولندية: Jan Jałocha)‏ (مواليد 18 يوليو 1957) هو لاعب كرة قدم. يلعب مع منتخب بولندا لكرة القدم. سبق له أن لعب في كأس العالم لكرة القدم مع منتخب بلاده.

## روابط خارجية
- جان جاوتشا على موقع الاتحاد الدولي (مؤرشف)  (الإنجليزية)
- جان جاوتشا على موقع قاعدة بيانات كرة القدم.إي يو (الإنجليزية)
- جان جاوتشا على موقع ناشيونال فوتبول تيمز (الإنجليزية)
- جان جاوتشا على موقع Soccerway.com (الإنجليزية)
- جان جاوتشا على موقع عالم كرة القدم.نت (الإنجليزية)